# Cyaniris argianus
Cyaniris argianus är en fjärilsart som beskrevs av Johan Wilhelm Dalman 1816. Cyaniris argianus ingår i släktet Cyaniris och familjen juvelvingar. Inga underarter finns listade i Catalogue of Life.